# Залит, Иван Яковлевич
Иван (Ян) Яковлевич Залит (24 ноября 1876, с. Лавры, Псковская губерния — 21-22 октября 1918 года, Талабские острова, Псковское озеро, Псковская губерния) — учитель, революционер, участник Гражданской войны, руководитель Совета рыбацких депутатов; член РСДРП(б) с 1906 года.

## Биография
Отец Ивана Залита, Яков Залит, портной, этнический латыш, проживавший в селе Лавры, Псковской губернии. После окончания школы Иван поступил, и в 1903 году окончил Псковскую учительскую семинарию. Получив диплом учителя земской школы, работал учителем: в начальном училище в Холмском уезде Псковской губернии, затем — в Сиксненской начальной школе вблизи города Апе Лифляндской губернии, в Видрижской начальной школе под Ригой. С 1905 года активно участвовал в политической деятельности, вступил в РСДРП в 1906 году. С 1916 года стал работать учителем на о. Талабск (Псковское озеро), где создал подпольную большевистскую организацию. После Октября 1917 года участвовал в формировании органов советской власти в Псковском уезде, был избран председателем Совета рыбацких депутатов.

Памятник Ивану Залиту и его товарищам, убитым на Талабских островах, автор Вс. Смирнов

В 1918 году, в период германской оккупации Пскова и части волостей Псковского уезда, избран председателем исполкома уездного Совета, действовавшего на свободной от врага территории. Заботился об обеспечении рыбаков хлебными продуктами. Принимал участие в создании красноармейских отрядов. На Талабских островах Иван Залит и И. С. Белов сформировали вооруженный отряд, командиром которого был избран коммунист Осип Иванович Хорев. Иван Залит погиб от рук белогвардейцев во время их налета на остров Талабск. И. Я. Залит и его сподвижники — талабские рыбаки И. С. Белов, И. И. Галахов, О. И. Хорев и И. В. Шляпников были схвачены и замучены.
Об убийстве на Талабских островах Ивана Залита сообщала центральная печать Советской России 26 октября 1918 года: «Талабские острова были заняты белогвардейцами, среди которых много германских офицеров. Приехали они на пароходах „Елизария“ и „Псков“. Захваченный ими в Талабске бывший председатель Псковского уездного Совдепа Залит утоплен в озере. Члены исполкома заключены в тюрьму. Проводится насильственная мобилизация от 18 до 45 лет… Получено воззвание Рижского бюро по набору добровольцев в Северную армию. Определённо указывается в воззвании, что германское правительство помогает белым людьми, оружием, снаряжением и деньгами. Воззвание подписано генералом Никифоровым. В Пскове возобновила деятельность царская охрана, работающая в контакте с немцами».

## Память
В память об Иване Залите Псковский губернский Совет рабочих, крестьянских и красноармейских депутатов принял решение от 9 февраля 1919 года, переименовать остров Талабск и присвоить ему имя 3алита. В Пскове именем 3алита назван переулок на Запсковье (до 1964 года — Кладбищенский переулок) вблизи Аллейной и Кузнецкой улиц.